# Junior Raglin
Junior Raglin, egentligen Alvin Raglin, född 16 mars 1917, död 10 november 1955, var en amerikansk kontrabasist.
Raglin spelade först i Eugene Coys jazzband åren 1938-1941 men hoppade av för att istället bli basist i Duke Ellingtons band där han ersatte den tuberkulos-insjukne och snart avlidne Jimmy Blanton. Raglin nådde aldrig Blantons storhet, men var tydligt influerad av honom. Från sent året 1941 till 1945 spelade Raglin hos Ellington, förutom ett uppehåll då han tjänstgjorde i armén. Han drog sig tillbaka i slutet av 1940-talet till följd av sjukdom och avled 1955, 38 år gammal.